# بنجامین برنلی
بنجامین «بن» برنلی (انگلیسی: Benjamin Burnley؛ زادهٔ ۱۰ مارس ۱۹۷۸) یک موسیقی‌دان اهل ایالات متحده آمریکا است. او خوانندهٔ اصلی گروه بریکینگ بنجامین است.
وی در سال ۱۹۹۸ این گروه را تشکیل داد.
او تا سال ۲۰۱۰ این گروه را همراه ۳ عضو دیگر هدایت می‌کرد.
وی در سال ۲۰۱۰ فعالیت گروه را به علت بیماری اش متوقف کرد. دلیل بیماری او مشخص نیست اما به گفته وی احتمال دارد در اثر مصرف زیاد الکل بیمار شده باشد.
او در اواخر سال ۲۰۱۴ با اعضای جدید بازگشت و در سال ۲۰۱۵ آلبوم dark before dawn را تولید نمود. به گفته خودش او هنوز از بیماری خود رنج می‌برد.
آلبوم اول وی یعنی saturate نسبت به آلبوم‌های دیگر چندان موفق نبود اما از بین ۴ آلبوم دیگر ۳ تای آخر یعنی phobia
Dear agony و dark before dawn موفق بودند.اخرین البوم او ember است که در بهار سال 2018 منتشر شد.